# Juan de Dios Mataflorida Pueblos
Juan de Dios Mataflorida Pueblos (1943 – 2017) là một giám mục người Philippines của Giáo hội Công giáo Rôma. Ông nguyên là Giám mục chính tòa Giáo phận Butuan, Giáo phận Kidapawan và Giám mục Phụ tá của Tổng giáo phận Davao.

## Tiểu sử
Giám mục Juan de Dios Mataflorida Pueblos sinh ngày 8 tháng 3 năm 1943 tại Loon, thuộc Philippines. Sau quá trình tu học dài hạn tại các cơ sở chủng viện thoe quy định của Giáo luật, ngày 30 tháng 3 năm 1968, Phó tế Pueblos, 25 tuổi, tiến đến việc được truyền chức linh mục.
Với hơn 15 năm kinh nghiệm trong công tác mục vụ với sứ vụ là một linh mục, ngày 29 tháng 4 năm 1985, từ Tòa Thánh loan đi thông tin về việc Giáo hoàng đã tuyển chọn linh mục Juan de Dios Mataflorida Pueblos, 42 tuổi lên hàng Giám mục, cụ thể làm Giám mục Phụ tá cho Tổng giáo phận Davao với chức danh Giám mục Hiệu tòa Zaba. Các nghi thức tấn phong cho vị tân chức đã được cử hành sau đó vào ngày 24 tháng 6 cùng năm, bởi sự chủ sự của 3 giáo sĩ cao cấp. Chủ phong cho tân giám mục là Tổng giám mục Bruno Torpigliani, Sứ thần Tòa Thánh tại Philippines. Hai giáo sĩ khác trong vai trò phụ phong là Tổng giám mục Davao Antonio Lloren Mabutas và Giám mục Onesimo Cadiz Gordoncillo, Giám mục chính tòa Giáo phận Tagbilaran. Tân giám mục chọn cho mình khẩu hiệu:Sic luceat lux vestra in nos.
Gần hai năm phục vụ các công việc mục vụ trên cương vị Giám mục Phụ tá Davao của Giám mục Pueblos chấm dứt bằng quyết định Tòa Thánh ấn kỳ ngày 3 tháng 2 năm 1987, qua đó công bố quyết định thuyên chuyển Giám mục Pueblos trở thành Tân Giám mục chính tòa Giáo phận Kidapawan. Sau gần 9 năm lãnh đạo Giáo phận Kidapawan, Tòa Thánh một lần nữa ra thông cáo về việc đã quyết định thuyên chuyển Giám mục Pueblos đến nhiệm sở mới, với lần bổ nhiệm này, chuyển ông đến Giáo phận Butuan với chức danh Giám mục chính tòa.
Sau hơn 20 năm trên cương vị người lãnh đạo tinh thần cho Giáo phận Butuan, Giám mục Pueblos qua đời ngày 21 tháng 10 năm 2017 tại Trung tâm Y tế Hồng y Santos, thành phố San Juan, thuộc Tổng giáo phận Manila, thọ 74 tuổi.